# Hyloscirtus princecharlesi
Hyloscirtus princecharlesi (лат.) — вид бесхвостых земноводных из семейства квакш (Hylidae). Небольшие лягушки длиной около 7 см с характерными оранжевыми пятнами на спине. Известны по трём самцам и одному головастику, найденным на высоте 2700—2800 м вблизи границы заповедника Котакачи-Каяпас на севере Эквадора (провинция Имбабура). Видовое название princecharlesi дано в честь принца Чарльза в качестве признания его заслуг в области охраны природы.